# اچ‌ام‌اس اسکس (۱۶۵۳)
اچ‌ام‌اس اسکس (۱۶۵۳) (به انگلیسی: HMS Essex (1653)) یک کشتی است که طول آن ۱۱۸ فوت (۳۶٫۰ متر) می‌باشد.